# Le Joyeux Trio Monahan
Pour plus de détails, voir Fiche technique et Distribution.
Le Joyeux Trio Monahan (The Merry Monahans) est un film américain en noir et blanc réalisé par Charles Lamont, sorti en 1944.

## Synopsis
Les Monahan sont une talentueuse famille de vaudevilliens qui ont un gros problème sur les bras : l’alcoolisme du père, qui a mis la troupe sur la liste noire de presque tous les lieux importants de spectacles. Ses enfants Jimmy et Patsy n'ont d’autre choix que de se séparer de lui. Ils montent sur pied un spectacle itinérant. La troupe connaît un certain succès, ce qui motive le père à dessaouler...

## Fiche technique
- Titre français : Le Joyeux Trio Monahan
- Titre original : The Merry Monahans
- Réalisation : Charles Lamont
- Scénario : Michael Fessier et Ernest Pagano
- Producteur : Michael Fessier et Ernest Pagano
- Société de production : Universal Pictures
- Société de distribution : Universal Pictures
- Photographie : Charles Van Enger
- Monteur : Charles Maynard
- Musique : Hans J. Salter, Charles Maxwell (non crédités)
- Costumes : Vera West
- Format : Noir et blanc - Aspect Ratio: 1.37:1 - Son : Mono (Western Electric Recording)
- Pays d'origine :  États-Unis
- Durée : 91 minutes
- Genre : Comédie dramatique
- Dates de sortie : 
  -  États-Unis : 15 septembre 1944
  -  France : 18 octobre 1946

## Distribution
- Donald O'Connor : Jimmy Monahan
- Peggy Ryan : Patsy Monahan
- Jack Oakie : Pete Monahan
- Ann Blyth : Sheila DeRoyce
- Rosemary DeCamp : Lillian Miles
- John Miljan : Arnold Pembroke
- Gavin Muir : Weldon Laydon
- Isabel Jewell : Rose
- Ian Wolfe : employé
- Marion Martin : soubrette
- Lloyd Ingraham : Juge

## Source
- Le Joyeux Trio Monahan sur EncycloCiné